# Dance the Night
A Dance the Night Dua Lipa angol-albán énekesnő dala, amely a Barbie (2023) című fantasy-vígjáték filmzenealbumán szerepel. Lipa a dalt Caroline Ailin dalszerzővel, valamint Andrew Wyatt és Mark Ronson producerekkel közösen írta; a Picard Brothers szintén részt vett a munkában. Az Atlantic és a Warner Records 2023. május 25-én adta ki a számot a filmzene első kislemezeként. A diszkó, szintipop és diszkó-pop stílusú dal inspirációját a film egyik táncjelenete adta, és arról szól, hogyan lehet kifelé mindig tökéletesnek mutatkozni, még összetört szívvel is
A kritikusok többsége a dal hangzását Lipa második stúdióalbumához, a Future Nostalgia (2020) lemezhez hasonlította. Voltak, akik ezt pozitívan fogadták, mások viszont csalódottságuknak adtak hangot. A számot több díjra is jelölték, köztük az Év dala és a Legjobb vizuális média számára írt dal kategóriában a 66. Grammy-gálán. A Dance the Night számos országban – köztük az Egyesült Királyságban – vezette a slágerlistákat, és többszörös platinalemez minősítést szerzett Ausztráliában, Kanadában, Új-Zélandon, Lengyelországban és az Egyesült Királyságban, valamint gyémánt minősítést Franciaországban. Az amerikai Billboard Hot 100 listán a hatodik helyig jutott.
A dal videoklipje rózsaszínben pompázik, a Barbie-világ hangulatát idézve. A videóban Lipa koreografált táncokat ad elő, miközben a film diszkópartis jeleneteiből is láthatunk részleteket, többek között Margot Robbie, Issa Rae és Emma Mackey szereplésével. A klip végén egy rövid cameo erejéig feltűnik a film rendezője, Greta Gerwig is. A klipet játékos hangulatáért és Lipa öltözetéért dicsérték. A dal a film fő zenei motívumaként is többször felcsendül. 2024-ben Lipa a 66. Grammy-díjátadó nyitányában egy sort énekelt el belőle, majd a Royal Albert Hallban adta elő először teljes egészében élőben.

## Háttér és megjelenés
Mark Ronson 2022 márciusában vagy áprilisában kapott egy rövid szöveges üzenetet a zenei supervisor George Drakouliastól, amely mindössze ennyit tartalmazott: „Barbie?”. Ronsont eredetileg két dal megírására kérték fel a Barbie című fantasy-vígjátékhoz: egy popslágerre volt szükség egy nagyszabású táncjelenethez, amelyet két héten belül forgattak volna le, valamint egy 1980-as éveket idéző, Ken által inspirált lírai rockballadára. A film rendezője, Greta Gerwig a Bee Gees 1977-es Saturday Night Fever filmzenealbumából merített ihletet, és azt szerette volna, hogy a popdal diszkó stílusú is legyen. Referenciaként küldött Ronsonnak egy lejátszási listát a kedvenc számaiból. Ronson párhuzamot látott Barbie helyzete és a diszkó hullámzó népszerűsége között, ezért megnézte a The Bee Gees: How Can You Mend a Broken Heart (2020) című dokumentumfilmet, amely bemutatta az 1979-es, chicagói Disco Demolition Night eseményét — ez a műfaj hanyatlásának szimbóluma lett, és Ronson szerint jól tükrözte Barbie történetét. A producer célja egy diszkódal megalkotása volt, amelynek van „egy váratlanul karakteres, kicsit nyersebb hangzása”. Andrew Wyatt-tel dolgozva, a határidő közeledtével készítették el a Tastes Like Barbie című számot. Gerwignek annyira tetszett, hogy állítólag százszor is meghallgatta, amíg a forgatásra tartott. Ezután összeállítottak egy „álomlistát” azokról az előadókról, akiket a filmzenealbumon szerettek volna hallani, és Ronson több más dal produceri munkájához is hozzájárult a projektben.
Ronson úgy érezte, hogy a Tastes Like Barbie hangzása nagyon hasonlít Dua Lipa második albumához, a Future Nostalgia-hoz (2020), ezért Instagramon üzent az énekesnőnek, hogy énekelje fel a dalt a filmhez. Lipa éppen turnézott a Future Nostalgia Tour című koncertsorozatával, és a következő lemezén távolodni akart a diszkóhangzástól, de mivel rajongott Gerwig munkáiért, elfogadta a felkérést. New Yorkba utazott, és egy hét alatt, Caroline Ailin közreműködésével megírta a dalszöveget, ekkor kapta a szám a Dance the Night címet. A szerzők között Wyatt és Ronson is szerepel. Lipa úgy tervezte, hogy a dal egy olyan jelenetet kísér majd, amelyben Barbie élete a boldogságból hirtelen egy sötétebb, komorabb hangulatba fordul, amikor még a halál gondolata is felmerül benne. „Imádok táncolva sírni. Tudtam, hogy vidámnak kell lennie a dalnak, de szükség volt benne egy kis szomorúságra, egy csipetnyi hiányérzetre is” – mesélte. Bár eleinte elégedett volt a dallammal, a refrénnel és a versszakokkal, később úgy érezte, lehet rajtuk javítani, így új verzéket írt. A dalt a film táncjelenetének koreográfiájához igazította, a munkát szinte úgy közelítve meg, mint egy filmzeneszerző. Ronsonnal együtt elvetették a korábbi, melankolikusabb változatot, és lendületesebbé tették, hogy jobban illeszkedjen a jelenethez, amely Barbie életének egyik tökéletes napját mutatja be. A számot többször is átírták, és Lipa azt nyilatkozta, hogy „Barbie teljesen átvette az életünket — totálisan Barbie-vá váltunk.” Bizonyos részeket kifejezetten Margot Robbie kézmozdulataihoz igazítottak. A vonóshangszerelésben a Picard Brothers segítette Ronsont.
2023 áprilisában kiderült, hogy Lipa is szerepet kapott a filmben, méghozzá Sellő Barbie-ként. Május 22-én bejelentették, hogy a Dance the Night lesz a Barbie the Album (2023) első kislemeze, és három nappal később jelent meg. Ez volt Lipa első új kislemeze a Future Nostalgia korszakának lezárulta óta. A bejelentéshez egy rövid videót osztott meg, amelyben kibújik a magassarkúból, megidézve Margot Robbie híres jelenetét a második Barbie-előzetesből, majd csókot dob a kamerába. A dalt később a hivatalos trailerben is felhasználták. A Dance the Night május 26-án került rádiós sugárzásba Olaszországban, majd négy nappal később az Egyesült Államokban is, ahol az Atlantic és a Warner Records közösen látta el a dal népszerűsítését a popzenei rádiók felé. A Warner fizikai formátumokon is megjelentette a dalt, magnókazettán és CD-n is.

## Összetétel
A "Dance the Night" című dal 2 perc 56 másodperc hosszú játékidejű. Andrew Wyatt, Mark Ronson, és a Picard Brothers készítette a dalt. Wyatt basszusgitáron és szintetizátoron játszott, míg Rondon gitáron és Rhodes zongorán. A Picard Brothers billentyűs hangszereken játszik. A  hangszerelésben hegedű, brácsa és cselló is szerepel. A keverést Serban Ghenea készítette Bryce Bordone közreműködésével.
A "Dance the Night" egy pop- és diszkódal. B-moll hangnemben íródott, és 110 ütem/perc tempóval rendelkezik. Lipa énekhangja G♯3-tól B4-ig terjed. A dal "klasszikus vonósokat, és funky basszust" is tartalmaz. A Variety munkatársa, Thania Gercia "egy sima diszkópop dalként" jellemezte. A kórusban Lipa énekli a dalszöveget: "Watch me dance the night away / My heart could be burnin' but you won't see it on my face / Watch me dance, dance the night away / I still keep the party running.
2023. május 28-án a Billboard hallgatói a Dance the Nightot választották a hét kedvenc új kiadványának.

### Év végi összesítés
| Kiadvány  | Lista              | Helyezés | Ref.   |
| --------- | ------------------ | -------- | ------ |
| Billboard | Best Songs of 2023 | 15       | [ 37 ] |

## Kereskedelmi sikerek
A Dance the Night a 20. helyen debütált a brit kislemezlistán 2023. június 2-án. A 2023. július 28-án kiadott slágerlistán a dal a 4. helyre lépett fel, és ezzel Dua Lipa 13. legjobb Top 10-es kislemeze lett az országban.  A 2023. augusztus 25-én megjelent slágerlistán a dal első helyezett lett, és Lipa első számú slágere lett az Egyesült Királyságban. Írországban a dal a 12. helyen debütált az ír kislemezlistán, majd augusztus 18-án érte el az első helyet. Ezzel az énekesnő negyedik első helyezést elért dala lett az országban.
A dal a 43. helyen debütált június 10-én az amerikai Billboard Hot 100-as listán. A dal a 2023. szeptember 16-ával végződő héten a 6. helyre került a listán, és ezzel Dua Lipa ötödik Top 10-es slágere lett az országban. A 2023. szeptember 16-án végződő héten a dal a Pop Airplay lista első helyezettje lett, valamint bekerült az Adult Top 40-be, mint ötödik első helyezést elért kislemeze mindkét listán. Kanadában a dal a 4. helyen végzett a Canadian Hot 100-as listán, így az énekesnő negyedik dala lett az ötös toplistán.
Ausztráliában a dal az ARIA kislemezlista 22. helyén debütált, majd 2023. augusztus 7-én a harmadik helyen végzett. Új-Zélandon az 5. helyet érte el. Máshol a dal bejutott a legjobb 15 közé, de Bulgáriában, Horvátországban, Izraelben, és Vallóniában az első helyre került. Libanonban, Paraguayban a 2.helyezett, míg Szlovákiában  a 6 lett, és Urugvayban a 11. helyezést érte el.

## Elismerések
| Szervezet              | Év   | Kategória                          | Eredmény | Ref.   |
| ---------------------- | ---- | ---------------------------------- | -------- | ------ |
| MTV Video Music Awards | 2023 | Best Pop                           | Jelölve  | [ 46 ] |
| MTV Video Music Awards | 2023 | Best Choreography                  | Jelölve  | [ 46 ] |
| MTV Video Music Awards | 2023 | Song of Summer                     | Jelölve  | [ 47 ] |
| LOS40 Music Awards     | 2023 | International Song of the Year     | Elnyerte |        |
| Golden Globe Awards    | 2024 | Best Original Song                 | Jelölve  | [ 48 ] |
| Grammy-díj             | 2024 | Song of the Year                   | Függőben | [ 49 ] |
| Grammy-díj             | 2024 | Best Song Written for Visual Media | Függőben | [ 49 ] |
| Astra Film Awards      | 2024 | Best Original Song                 | Jelölve  |        |

## Megjelenések
| Regió              | Dátum               | Formátum(ok)                 | Kiadó(k)               | Forr.  |
| ------------------ | ------------------- | ---------------------------- | ---------------------- | ------ |
| Világszerte        | 2023. május 25.     | Digitális letöltés streaming | Atlantic Warner        | [ 21 ] |
| Olaszország        | 2023. május 26.     | Rádió                        | Warner                 | [ 25 ] |
| Egyesült Államok   | 2023. május 30.     | Kortárs poprádió             | Atlantic Warner [ 50 ] | [ 26 ] |
| Írország           | 2023. augusztus 14. | CD kislemez                  | Warner                 | [ 51 ] |
| Egyesült Királyság | 2023. augusztus 14. | CD kislemez                  | Warner                 | [ 28 ] |
| Egyesült Királyság | 2023. augusztus 24. | Magnókazetta                 | Warner                 | [ 27 ] |